# 음력 10월 17일
음력 10월 17일은 음력 10월의 17번째 날이다.

## 사건
- 1884년 - 갑신정변 발생.

## 문화
- 2005년 - 아시아 태평양 경제협력체(APEC)에서 주최하는 2005년 부산 APEC 정상회의가 대한민국 부산광역시에서 개최.

## 탄생
- 1917년 - 대한민국의 판소리 명창 김소희.
- 1984년
  - 대한민국의 배우 구혜선.
  - 대한민국의 가수 세븐.
- 1995년 - 대한민국의 가수 나현 (소나무).

## 사망
- 2006년 - 대한민국의 승마선수 김형칠.

## 같이 보기
- 음력 360일: 1월 2월 3월 4월 5월 6월 7월 8월 9월 10월 11월 12월
- 전날:10월 16일 다음날:10월 18일 - 전달:9월 17일 다음달:11월 17일
- 양력:10월 17일
- 음력, 윤달